# ATP Challenger Maui
Das ATP Challenger Maui (offizieller Name: Maui Challenger) war ein von 2010 bis 2017 jährlich stattfindendes Tennisturnier auf Hawaii. Von 2010 bis 2012 fand das Turnier noch in Honolulu statt, ehe es im Jahr 2013 nach Lāhainā, auf die Insel Maui, verschoben wurde. Auch 2006 fand auf Maui schon ein Turnier statt. Es war Teil der ATP Challenger Tour und wurde im Freien auf Hartplatz ausgetragen. Im Einzel gewann bisher Gō Soeda das Turnier zweimal. Im Doppel gelang dies Travis Rettenmaier.

## Liste der Sieger

### Einzel
| Austragungsort               | Jahr | Sieger              | Finalgegner     | Ergebnis      |
| ---------------------------- | ---- | ------------------- | --------------- | ------------- |
| Maui                         | 2017 | Chung Hyeon         | Taro Daniel     | 7:63, 6:1     |
| Maui                         | 2016 | Wu Di               | Kyle Edmund     | 4:6, 6:3, 6:4 |
| Maui                         | 2015 | Jared Donaldson     | Nicolas Meister | 6:1, 6:4      |
| Maui                         | 2014 | Bradley Klahn       | Yang Tsung-hua  | 6:2, 6:3      |
| Maui                         | 2013 | Gō Soeda (2)        | Mischa Zverev   | 7:5, 7:5      |
| Honolulu                     | 2012 | Gō Soeda (1)        | Robby Ginepri   | 6:3, 7:65     |
| Honolulu                     | 2011 | Ryan Harrison       | Alex Kuznetsov  | 6:4, 3:6, 6:4 |
| Honolulu                     | 2010 | Michael Russell (2) | Grega Žemlja    | 6:0, 6:3      |
| 2007–2009: nicht ausgetragen |      |                     |                 |               |
| Maui                         | 2006 | Michael Russell (1) | Sam Warburg     | 6:1, 6:0      |

### Doppel
| Austragungsort               | Jahr | Sieger                               | Finalgegner                       | Ergebnis           |
| ---------------------------- | ---- | ------------------------------------ | --------------------------------- | ------------------ |
| Maui                         | 2017 | Austin Krajicek Jackson Withrow      | Bradley Klahn Tennys Sandgren     | 6:4, 6:3           |
| Maui                         | 2016 | Jason Jung Dennis Novikov            | Alex Bolt Frank Moser             | 6:3, 4:6, [10:8]   |
| Maui                         | 2015 | Jared Donaldson Stefan Kozlov        | Chase Buchanan Rhyne Williams     | 6:3, 6:4           |
| Maui                         | 2014 | Denis Kudla Yasutaka Uchiyama        | Daniel Kosakowski Nicolas Meister | 6:3, 6:2           |
| Maui                         | 2013 | Lee Hsin-han Peng Hsien-yin          | Tennys Sandgren Rhyne Williams    | 6:71, 6:2, [10:5]  |
| Honolulu                     | 2012 | Amer Delić Travis Rettenmaier (2)    | Nicholas Monroe Jack Sock         | 6:4, 7:63          |
| Honolulu                     | 2011 | Ryan Harrison Travis Rettenmaier (1) | Robert Kendrick Alex Kuznetsov    | kampflos           |
| Honolulu                     | 2010 | Kevin Anderson Ryler DeHeart         | Im Kyu-tae Martin Slanar          | 3:6, 7:62, [15:13] |
| 2007–2009: nicht ausgetragen |      |                                      |                                   |                    |
| Maui                         | 2006 | Rajeev Ram Brian Wilsson             | Rodrigo Antônio Grilli Chris Lam  | 6:3, 6:2           |